# Steve Clark
Steve Clark (n. 17 iunie 1943, Oakland, California, SUA) este un înotător american, medaliat olimpic. A participat la 2 ediții ale Jocurilor Olimpice (1960, 1964) în care a câștigat 4 medalii de aur.